# Rue des Écoles (Colmar)
Pour les articles homonymes, voir Rue des Écoles.
La rue des Écoles est une voie de la commune française de Colmar.

## Situation et accès
Cette voie de circulation, d'une longueur de 230 m, se trouve dans le quartier centre.
On y accède par la Grand-Rue, les rues Wickram, des Vignerons, Saint-Jean et le quai de la Poissonnerie.
Bus de la TRACE, ligne    6  , arrêts Marché couvert et Marché aux Fruits.

## Bâtiments remarquables et lieux de mémoire
Dans cette rue se trouvent des édifices remarquables[Lesquels ?].

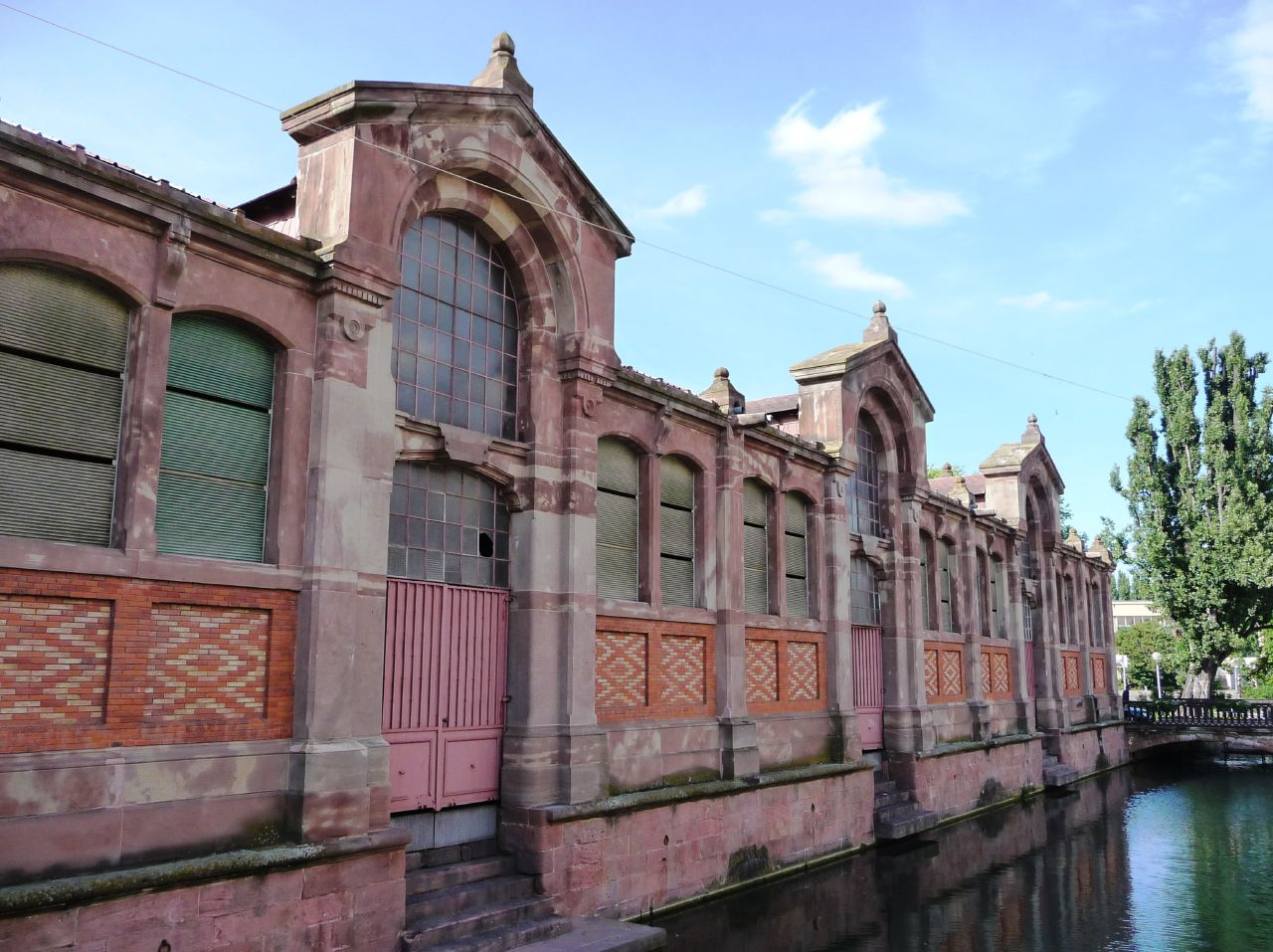
Marché couvert (1865[3])
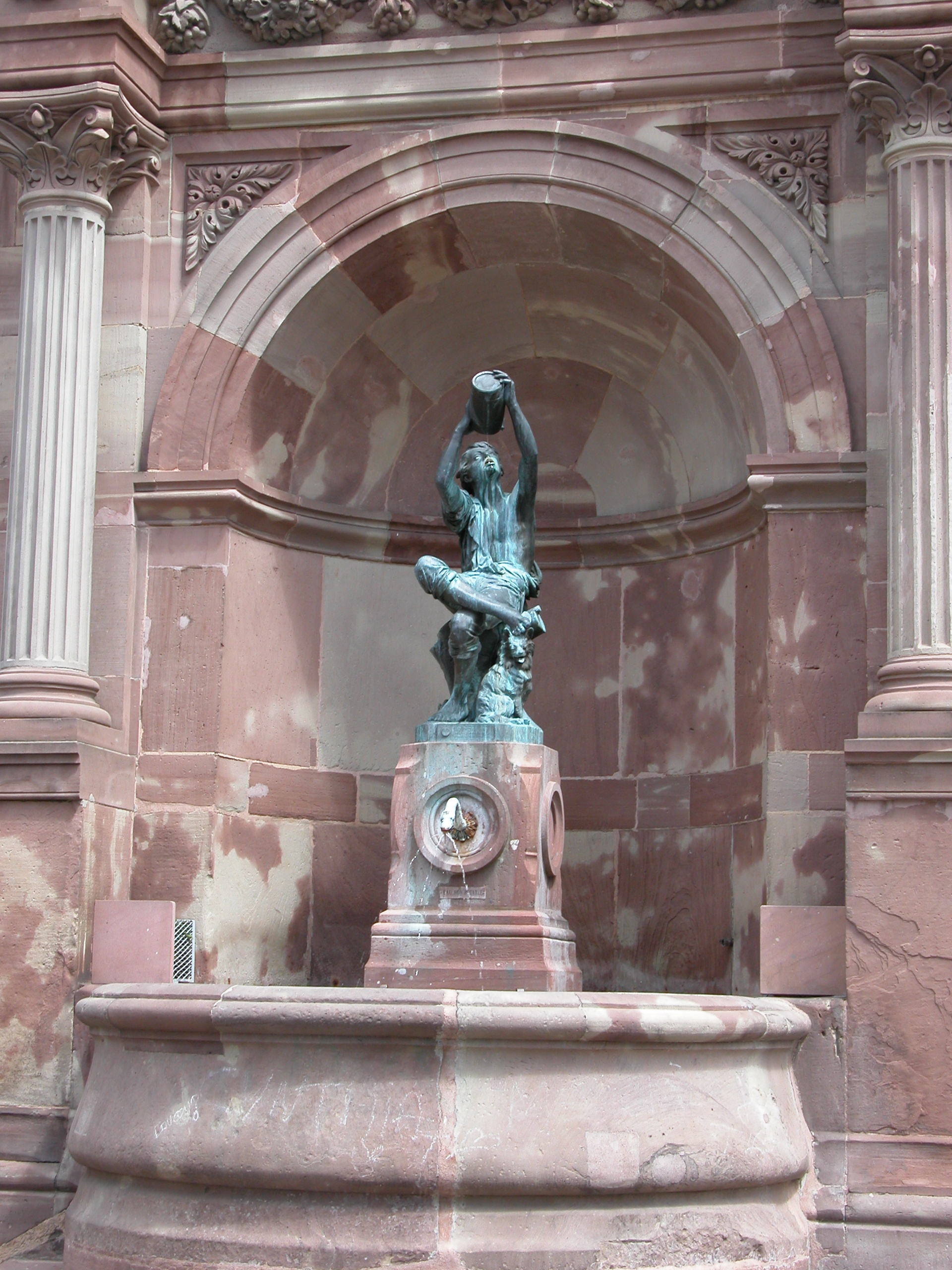
Statue du petit vigneron (1869[3])